# Union des démocrates musulmans français
L'Union des démocrates musulmans français (UDMF) est un parti politique français fondé en 2012.
Souhaitant rassembler les « musulmans de France », le parti participe à plusieurs élections depuis 2014. Il est au centre de plusieurs polémiques en raison d'accusations de communautarisme et d'islamisme que des acteurs de la vie politique et médiatique émettent à son propos. Ces allégations sont cependant réfutées par plusieurs chercheurs en sciences politiques et sociologie.

## Historique

### Contexte
Avant l'Union des démocrates musulmans français, il existait quelques groupuscules musulmans non structurés comme le Parti des musulmans de France (lancé en 1997 par Mohamed Latrèche à Strasbourg). Mais ceux-ci disparaissent progressivement en raison d’un manque d’organisation et d’un manque de cohérence, aussi bien au niveau local que national, Latrèche voyant par exemple ses avoirs gelés pour « apologie du djihad terroriste »,.

### Fondation
Nagib Azergui, un nanterrien d'origine marocaine ayant été un temps proche du Parti des musulmans de France,, fonde l'Union des démocrates musulmans français le 22 novembre 2012. Il estime alors que « le musulman est devenu un argument électoral majeur et récurrent dans la vie politique de la France ». Le parti, qui se définit comme « non confessionnel, laïc et profondément républicain », présente comme objectif dans sa déclaration au Journal officiel Associations ;  la lutte contre la xénophobie et la volonté de « permettre aux musulmans d'apporter une alternative au sein de la société française ». Emir Megharbi en est élu président. En février 2014, il compte six cents adhérents.

### Premiers scrutins
En vue des élections municipales de 2014, l'Union des démocrates musulmans français annonce des listes, notamment à Bobigny (Seine-Saint-Denis), avec pour tête de liste Kamal Moumni. Mais, peu avant le premier tour, celui-ci se rallie à la liste du centriste Stéphane de Paoli (UDI). Candidat de l'UDMF sur la liste UDI, Hocine Hebbali, est élu conseiller municipal et devient chargé de l'histoire locale ; il siège jusqu'en 2016, année où il démissionne.
L'Union des démocrates musulmans français souhaite participer aux élections départementales de 2015 dans huit cantons,, mais ne présente finalement pas de candidat, se disant victime de pressions politiques et d'intimidations médiatiques. Cependant, la médiatisation dont l'UDMF bénéficie lui permet d'obtenir huit cents membres supplémentaires en quelques jours, ce qui fait un total de 1 700 adhérents revendiqués.
Le parti se présente ensuite aux élections régionales de la même année dans la région Île-de-France, avec pour tête de liste Nizarr Bourchada, conseiller municipal (ex-UDI) de Brie-Comte-Robert, en Seine-et-Marne ; ce dernier réunit 0,4 % des suffrages (13 000 électeurs) et fait son meilleur score à Mantes-la-Jolie, dans les Yvelines, avec 6 % des voix ; la liste franchit la barre des 5 % dans 161 bureaux de vote de la région,. À la suite d'une crise interne, plusieurs membres du parti, menés par Bourchada, font scission et fondent la formation « Français et musulmans » qui disparaît totalement à la suite des Legislatives de 2017,.

### Élections de 2017
Le médecin radiologiste mahorais Kamel Messaoudi se porte candidat à l'élection présidentielle de 2017 au nom de l'Union des démocrates musulmans français ; mais il n'obtient que trois parrainages. Aux élections législatives qui suivent, l'UDMF présente dix candidats. Kamel Messaoudi obtient le meilleur résultat du parti, dans la première circonscription de Mayotte, avec 5,1 % des voix,.

### Élections européennes 2019
En 2019, l'Union des démocrates musulmans français présente une liste aux élections européennes, « Une Europe au service des peuples », conduite par Nagib Azergui. Il s'agit de sa première participation à une élection de niveau national. Il bénéficie alors de neuf cents adhérents à jour de cotisation. La liste avait été invalidée dans un premier temps pour des raisons administratives par le Ministère de l'intérieur, avant d'être autorisée, une semaine après le dépôt des listes, à participer à l'élection et après régularisation auprès du Conseil d’État.
La liste compte 28 448 voix, soit 0,13 % au niveau national, terminant en 19e position sur 34. Bien que n'ayant pas imprimé de bulletins de vote mais demandé aux électeurs de le faire, le parti recueille des scores significatifs dans certaines communes et quartiers à forte population musulmane.
En Île-de-France, la liste UDMF réalise des pics importants (17 % au Val Fourré, 7 % à Garges-lès-Gonesse et Montereau-Fault-Yonne, 6 % à La Courneuve et Chanteloup-les-Vignes,). Elle termine en 4e position à Garges-Lès-Gonesse, devant Benoît Hamon. À Trappes, elle dépasse la liste des Républicains menée par François-Xavier Bellamy. À Mantes-la-Jolie, elle fait quasiment jeu égal avec la France insoumise.
Dans les Hauts-de-France, avec aucun bulletin de vote, la liste obtient ses meilleurs résultats dans les villes où la population de confession musulmane est bien présente comme à Wattignies, Villeneuve-d’Ascq, Condé-sur-l’Escaut, Mons-en-Barœul et Roubaix avec plus de  2 %. Elle arrive en 4e position à Vassens avec 5,45% bien loin devant les listes menées par Yannick Jadot, Benoit Hamon, François-Xavier Bellamy et François Asselineau. Elle arrive même en 5e position à Maubeuge avec plus de 6,10 % des voix exprimées dont plus de 40% rien que dans le quartier de la cité du clair de lune devançant ainsi les Républicains et les Socialistes.

### Élections municipales de 2020
Le parti présente huit listes 100% UDMF aux élections municipales de 2020. Le magazine Marianne écrit à cette occasion que le président du parti, « facétieux, […] a déjà promis "le grand remplacement dans les urnes de la République" ». Nagib Azergui, qui « se défend d'être le représentant d'un "islam politique" », assure « nous ne sommes pas là pour faire le grand remplacement de la République par la charia, c'est une caricature qui malheureusement nous colle à la peau ».
Il obtient 3,15 % à Clichy et 2,05 % des voix à Nanterre (Hauts-de-Seine), 1,36 % des voix à Châtellerault (Vienne), 0,14 % à Toulouse (Haute-Garonne) et 0,12 % dans le 5e arrondissement de Paris. Pour les élections dans la métropole de Lyon, le parti totalise 2,68 % dans la circonscription des Portes-du-Sud et 2,21 % dans celle de Rhône-Amont.

### Élections régionales de 2021
Aux élections régionales de 2021, le parti présente des listes, intitulées « Agir pour ne plus subir », dans quatre régions.
Il remporte 0,60 % des suffrages exprimés en Île-de-France, 0,49 % dans le Grand Est (il arrive en tête avec 27,3 % à Farébersviller), 0,33 % en Auvergne-Rhône-Alpes et 0,12 % en Bretagne. Les bulletins de vote du parti n'étaient cependant pas présents dans tous les bureaux.
L'UDMF présente également huit binômes aux élections départementales, avec des scores allant de 1,81 %  dans le canton de Châtellerault-1 (Vienne) à 4,57 % dans le canton d'Hérouville-Saint-Clair (Calvados),,.

### Élections de 2022
Le 17 novembre 2021, Nagib Azergui annonce sa candidature à l'élection présidentielle de 2022. Il n'obtient aucun parrainage.
Lors des élections législatives de 2022, l'UDMF présente 84 candidats contre 10 candidats en 2017, dont la moitié en région Île-de-France. Son affiche de campagne est inspirée du travail de Shepard Fairey qui signait les portraits « Hope » du candidat Obama en 2007. On y voit une jeune femme voilée avec, à sa droite, un slogan : « Votez pour vos libertés ! » suivi d’un hashtag « #LaFrancecnous (la France, c’est nous) ». « Cette affiche est le symbole de l’oppression envers les libertés des Français et particulièrement envers celles des citoyens de confession musulmane » déclarera son président, Nagib Azergui au média communautaire musulman Oumma.com.
Le parti obtient au total 16 524 voix, soit 0,07 % des suffrages exprimés.

### Élections européennes 2024
Le parti envisage de déposer une liste pour les élections européennes de juin 2024. Celle-ci sera intitulée Free Palestine Party , et sera coordonnée avec des partis de cinq autres pays : Espagne (Partido Andalusi), Allemagne (BIG Partei (de)), Belgique (porté par Fouad Ahidar), Pays-Bas (Nida) et Suède (Partiet Nyans (en)).
Finalement la liste recueillera 0,06% des bulletins exprimés.

## Programme

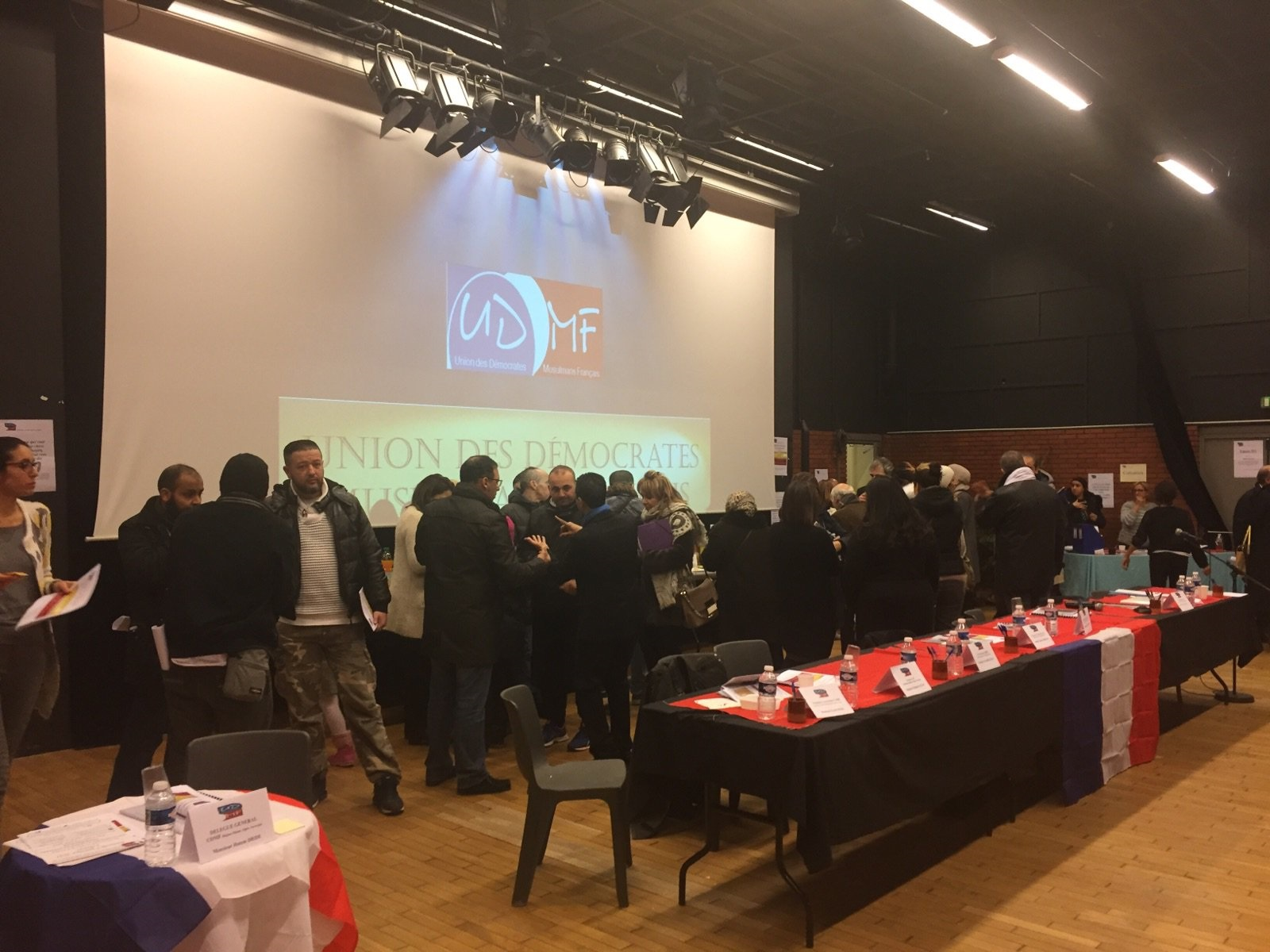
Réunion de l'UDMF à Vaulx-en-Velin (2017).

L'Union des démocrates musulmans français se réclame de l'anti-impérialisme, de l'antisionisme et de l'anticolonialisme. Il se place lui-même à gauche ou au centre gauche de l'échiquier politique français, tout en se disant attaché à la « valeur du travail » et à la famille,.
L'UDMF souhaite le développement de la finance islamique et de l'alimentation halal, l'instauration de cours plus approfondis sur la colonisation française et sur l'enseignement de la langue arabe. Le mouvement souhaite revenir sur la loi de 2004 prohibant les signes religieux dans les écoles,, et demande le droit de vote des étrangers extracommunautaires aux élections locales.
Il entend également lutter contre la pollution plastique, les perturbateurs endocriniens et les paradis fiscaux, souhaitant « lever le secret bancaire des entreprises européennes » ainsi que sortir la France de l'OTAN.
À l'occasion des élections locales de 2015, l'UDMF modère son programme en abandonnant la défense du port du niqab et retire ses textes selon lesquels la France est un pays anti-démocratique et la laïcité française un moyen de faire barrage à l'islam. En 2019, la revue du parti, Le Foulard déchaîné, défend Tariq Ramadan, visé par plusieurs plaintes pour viol, et compare l'affaire Tariq Ramadan à l'affaire Dreyfus « mais en pire ».

## Points de vue sur le parti

### Critiques
Le lancement du parti suscite diverses critiques dans la classe politique : Nathalie Kosciusko-Morizet (LR) considère que le mouvement va à « l'envers de l'esprit de la République française ». Wallerand de Saint-Just (FN) dénonce « la vision communautariste […] entretenue par l'UDMF » ; Louis Aliot (également FN) y voit une « base communautariste contraire à l'unité et l'indivisibilité de la république » et critique une « américanisation de notre vie politique ». Jean-Frédéric Poisson (président du Parti chrétien-démocrate) se montre aussi inquiet en invoquant « une ère de conflit ouvert entre la République et le fait religieux ». De son côté, Nicolas Dupont-Aignan (président de Debout la France) ne refuse pas l'existence du parti mais craint un risque de « libanisation ». Jean-Christophe Cambadélis (premier secrétaire du PS) déclare combattre l'islamophobie et être en même temps « contre la communautarisation de notre vie politique », qui risquerait d'entraîner une « grande séparation entre les populations occidentales et les musulmans qui vivent en Europe ». Malek Boutih (député PS) estime qu'« en France, tout le monde a le droit de prendre l'initiative qu'il souhaite sur le terrain politique et citoyen, et que cela est toujours mieux que se replier dans la violence ».

### Sur l'islamisme
L'Union des démocrates musulmans français est décrite comme islamiste par des journalistes politiques, comme Laurent de Boissieu,. Pour Jean-Pierre Marongiu, elle est « le cheval de Troie municipal de la stratégie de propagation de l'islamisme dans nos territoires ». Le député divers gauche François Pupponi écrit en 2020 qu'il s'agit d'« une formation de l'islam politique ».
Pour le politologue Julien Talpin, il manque les éléments empiriques susceptibles de confirmer qu'« un agenda caché « d'islamisation de la France » » se tiendrait derrière le discours de l'UDMF. Selon lui, « il semble exister parmi la classe politique, mais également chez certains éditorialistes, une confusion entre différents courants de l'islam […] ». Ainsi ce sont les salafi qui expriment « une volonté de réislamisation à distance de la chose publique » et invitent les musulmans à ne pas voter, considérant que « "voter est haram", illicite selon la loi islamique. » La candidature des citoyens musulmans témoigne « à l'inverse d'une volonté de prendre part de façon pleine et entière à la vie de la cité ». Le président de l'UDMF, Nagib Azergui, « assure d'ailleurs que l'association des mots « musulmans » et « démocrates » irriterait les tenants d'un islam politique ». Pour Wilfried Serisier, « l'idée d'un projet politique religieux est une représentation utilisée comme une arme contre l'intégration, mais ça n'existe pas en France ».

### Sur le communautarisme
En 2020, plusieurs listes « communautaires » sont recensées sous l'étiquette du parti par les préfets. Le journaliste Jean Chichizola qualifie de son côté l'UDMF de parti « islamo-gauchiste ».
Selon Éric Mandonnet, rédacteur en chef adjoint de L'Express, l'UDMF est « un parti qui, s'il se défend de tout communautarisme, place l'islam au cœur de sa démarche ». Didier Hassoux, du Canard enchaîné, estime également qu'il s'agit d'un « parti qui, en se défendant de tout communautarisme, revendique son identité musulmane », alors que le ministre Gérald Darmanin déclare : « Il n'est pas possible de laisser fleurir des candidatures antirépublicaines. Il y a des limites que nous ne pouvons pas laisser franchir : l'égalité hommes-femmes, les horaires différenciés dans les équipements sportifs et les repas communautaires dans les cantines scolaires ».
La maître de conférences en science politique Angéline Escafré-Dublet déclare : « On les disqualifie en les qualifiant de communautaristes, alors que dans la mesure où il y a des groupes qui subissent des injustices en tant que tels, il paraît logique qu'ils s'organisent politiquement pour les combattre. Toutes les catégories de dominés utilisent l'action politique, c'est une démarche tout à fait légitime. »
Pour Julien Talpin, le concept de listes communautaires relève « le plus souvent du fantasme ». Ainsi, le programme de l'UDMF défend l'école publique, la mixité sociale, dénonce la « ghettoïsation des quartiers populaires » et le parti « affirme avoir vocation à représenter tous les citoyens ». Le politologue rappelle qu'il existe en France une « longue tradition de démocratie chrétienne au sein de la droite française » représentée par des partis qui « n'ont jamais été [accusés de communautarisme] ou de ne pas respecter les principes de la laïcité, en dépit des motivations religieuses à l'origine des engagements de certains de leurs membres. » Selon lui, il faudrait abandonner cette catégorie de « liste communautaire » — « une arme de disqualification » —, un qualificatif qui vient « essentialiser, assigner à une identité, des individus qui souhaitent d'abord s'investir dans la vie politique en tant que citoyen ».

### «Républicanisation» de l'islam
Pour le sociologue spécialiste du fait religieux Raphaël Liogier, les réactions suscitées par l'existence du parti, qui n'a pas un gros impact électoral, sont disproportionnées : « Ce sont banalement des gens qui décident de se prendre en main politiquement. Ils veulent lutter contre l'islamophobie, la belle affaire. Il y a bien un Parti chrétien-démocrate, qui se permet d'ailleurs de critiquer l'UDMF ! Mais comme ce sont des musulmans, forcément, c'est anormal. Il y a l'idée que derrière le rideau, il se passe autre chose car le musulman est suspecté d'avoir des idées derrière la tête. » Selon lui, la présence de la formation ne remet pas en cause le modèle républicain et, en faisant passer certaines préoccupations des caves au débat public, il permet de « dépasser des frustrations […] dans un sens, un parti comme ça court-circuite le fondamentalisme. C'est une républicanisation de l'islam et pas une islamisation de la République ».

## Résultats électoraux

### Élections législatives
| Année | Premier tour | Premier tour | Sièges  | Gouvernement        |
| Année | Voix         | %            | Sièges  | Gouvernement        |
| ----- | ------------ | ------------ | ------- | ------------------- |
| 2017  |              |              | 0 / 577 | Extra-parlementaire |
| 2022  | 16 524       | 0,07         | 0 / 577 | Extra-parlementaire |
| 2024  | 188          | 0,00         | 0 / 577 | Extra-parlementaire |

### Élections européennes

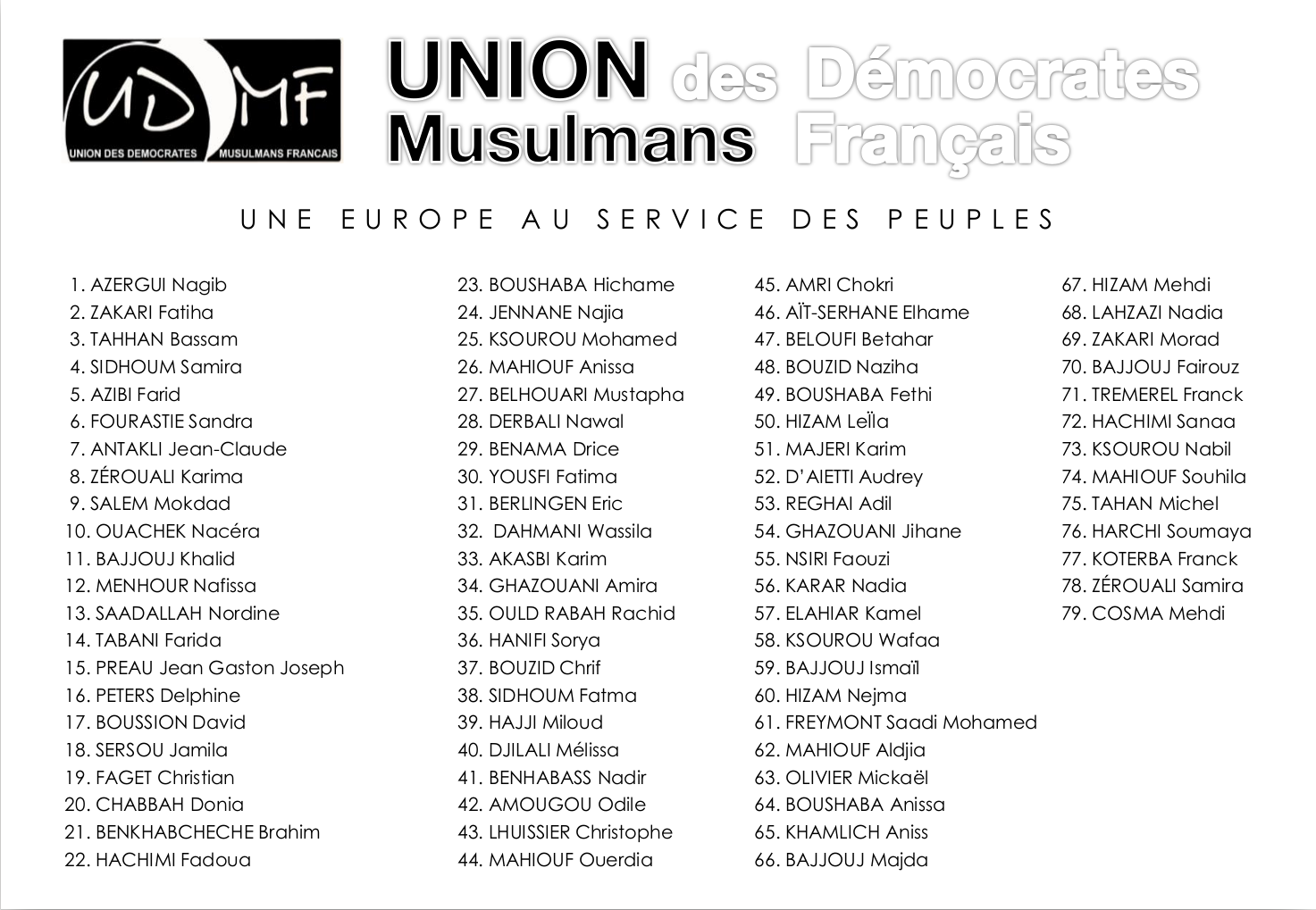
Bulletin de vote de l'UDMF (non-présents dans tous les bureaux de vote) aux élections européennes de 2019.

| Année | Voix   | %    | Sièges | Rang         | Tête de liste |
| ----- | ------ | ---- | ------ | ------------ | ------------- |
| 2019  | 28 469 | 0,13 | 0 / 79 | 19e (sur 34) | Nagib Azergui |
| 2024  | 15 027 | 0,06 | 0 / 81 | 20e (sur 38) | Nagib Azergui |

### Élections régionales et départementales
| Année | Voix   | %     | Sièges   |
| ----- | ------ | ----- | -------- |
| 2021  | 24 708 | 0,17% | 0 / 1722 |
| 2021  | 17 993 |       |          |

## Médias/revues
Le Foulard déchaîné est un média développé par le parti depuis 2021. Il s’agit d’un journal satirique qui se définit comme une « gazette informative et impertinente qui décoiffe l’actualité ». Les numéros de la revue sont consultables en téléchargement gratuit sur son site officiel. On y trouve un condensé d’articles sur les affaires politiques autour de la communauté musulmane (fonds Marianne, interdiction du port du voile lors des compétitions sportives, loi sur le séparatisme au travers de l’affaire Iquouissen, interdiction de l’abaya…).